# 1934年鐵路
此條目列出1934年發生有關鐵路運輸的事件。

## 事件

### 1月
- 1月10日：巴黎及奧爾良鐵路公司（英语：Compagnie du chemin de fer de Paris à Orléans）與南方鐵路（英语：Chemins de fer du Midi）合併成巴黎、奧爾良及南方鐵路（英语：Chemins de fer de Paris à Orléans et du Midi），營運由巴黎向西南的鐵路，部分南布列塔尼的路線交由國家鐵路（英语：Chemins de fer de l'État）。

### 3月
- 3月13日：藝備線高站啟用。
- 3月24日：巴黎地鐵1號線由文森門站東延至文森城堡站。

### 4月
- 4月1日：帝都電鐵線通車，來往澀谷站至吉祥寺站。
- 4月21日：意大利國家鐵路的博洛尼亞至佛羅倫斯通車，阿平寧基礎隧道（英语：Apennine Base Tunnel）啟用[1]。
- 4月30日：哥本哈根第一條城市快鐵通車。

### 8月
- 8月15日：烏山線下野花岡站啟用[2]。

### 10月
- 10月12日：美國鐵路協會（英语：Association of American Railroads）創立，由五個工業組織合併而成。
- 10月25日：高山線通車。

### 11月
- 11月15日：久大本線通車。
- 11月20日：札沼線新琴似站啟用[3]。

### 12月
- 12月1日：靜岡縣丹那隧道通車，有明線編入長崎本線，原有途經肥前山口站的路線改名佐世保線。